# Paya (Tanah Luas)
Paya is een bestuurslaag in het regentschap Aceh Utara van de provincie Atjeh, Indonesië. Paya telt 371 inwoners (volkstelling 2010).